# Masseproduktion
Masseproduktion er betegnelsen for produktionen af en stor mængde af et standardiseret produkt. Formålet med masseproduktion er typisk at effektivisere produktionen for at opnå lavere produktionsomkostninger. Dette resulterer i en større fortjeneste til producenten og giver også mulighed for at udbyde varen til en lavere pris.
Masseproduktion blev introduceret i forbindelse med industrialiseringen. Det betød ofte, at produktionen blev specialiseret ved at opsplitte produktionsprocessen i en række delprocesser, som den enkelte arbejder udførte. Dette kunne f.eks. ske ved, at produktet med samlebånd blev flyttet fra arbejder til arbejder, som hver især udførte den samme arbejdsopgave på en stor mængde produkter på relativt kort tid.

## Fordele og ulemper ved masseproduktion
De lavere produktionsomkostninger ved masseproduktion har flere årsager. Den primære årsag er, at alle former for uproduktivitet minimeres. Inden for traditionel håndværksproduktion har håndværkeren mange varierende arbejdsprocesser, og han skal finde og bruge flere typer af værktøjer. I masseproduktion gentager hver arbejder en eller nogle få arbejdsprocesser, og han bruger det samme værktøj til at udføre identiske eller næsten identiske operationer på en stor mængde af éns produkter. Det rette værktøj og de enkelte produktionsdele er altid ved hånden, og arbejderen bruger lidt eller ingen tid på at hente og indstille værktøjer. Den tid, det tager at fremstille et produkt ved hjælp af masseproduktion, er derfor kortere end ved brug af traditionelle metoder.
Ved at opsplitte produktionen i en række delprocesser gøres det også muligt, at de enkelte arbejdsprocesser helt eller delvist kan udføres af maskiner, hvilket mindsker sandsynligheden for menneskelige fejl. En reduktion i lønomkostningerne samt en øget produktion gør det muligt for en virksomhed at producere større mængder af en vare til en lavere pris end ved hjælp af traditionel håndværksproduktion.
Men masseproduktion kan også være ufleksibel, da det er vanskeligt at ændre og kundetilpasse et produkt i en masseproduktion. Alle produkter produceret på en produktionslinje vil være identiske eller ligner hinanden meget, og tilfredsstillelse af individuel smag er ikke let. Det er dog ofte muligt at anvende forskellige former for finish og dekorationer ved slutningen af produktionsprocessen, hvis det er nødvendigt.